# Сенафе (район)
Сенафе — район зоби (провінції) Дебуб, що в Еритреї. Столиця — місто Сенафе.